# Petro Poroshenko
Petro Oleksiyovych Poroshenko, em ucraniano:  Петро Олексійович Порошенко (Bolgrad, 26 de setembro de 1965), é um empresário bilionário e político ucraniano. Foi o quinto presidente da Ucrânia de 2014 até 2019, já tendo servido como ministro dos Negócios Estrangeiros e ministro do Comércio e Desenvolvimento Econômico.
Poroshenko é o fundador e presidente da Ukrprominvest, uma empresa de capital aberto, de um grupo de empresas ucranianos. Ele serve como um governador do Banco do Comércio e Desenvolvimento do Mar Negro. Foi considerado como o principal doador da oposição, sendo uma das dez pessoas mais ricas da Ucrânia.
Poroshenko foi o primeiro Presidente da Ucrânia eleito depois do Euromaidan e a Revolução da Dignidade, com 54,70%. A política interna de Poroshenko ficou marcada pela promoção da língua ucraniana, o nacionalismo, o capitalismo inclusivo, a descomunização e a descentralização administrativa, enquanto sua política externa foi focada em no estreitamento dos laços com a União Europeia. Entretanto, a principal marca de seu mandato foi sua liderança do país na Guerra em Donbas contra as Forças separatistas pró-Rússia da República Popular de Donetsk e Lugansk, incluindo a assinatura dos Protocolos de Minsk em 2014 e 2015, marcando o fim temporário da guerra.
Poroshenko tentou um segundo mandato na eleição presidencial na Ucrânia em 2019, porém perdeu para o ex-comediante Volodymyr Zelensky do partido Servo do Povo, após conquistar apenas 24,5% dos votos.
Poroshenko é casado e tem quatro filhos.

## Biografia

### Vida inicial e educação
Petro Poroshenko nasceu no Oblast de Odessa. Entre 1982 e 1989, estudou Relações Internacionais e Direito Internacional na Universidade Estadual de Kiev Taras Shevchenko. Graduou-se em 1989 com diploma na especialidade de economista especialista em assuntos internacionais. Entre 1989 e 1992 fez pós-graduação e foi assistente na cadeira de pesquisa económica internacional na Universidade Estadual de Kiev Taras Shevchenko.

### Carreira do negócio
Após a formatura, Poroshenko começou seu próprio negócio de venda com grãos de cacau. Em 1990, ele havia adquirido o controle sobre várias empresas de confeitaria. Posteriormente, ele uniu as suas participações que teve na indústria, no grupo Roshen, a maior fabricante de confeitaria na Ucrânia, um trocadilho do seu próprio sobrenome Poroshenko. As fortunas que ele fez na indústria de chocolate renderam-lhe o apelido de "Rei Chocolate". De fevereiro de 2007 até março de 2012, Poroshenko chefiou o conselho de administração do Banco Nacional da Ucrânia (Національний банк України). Ele é dono do canal de televisão "5".
O império de negócios de Poroshenko inclui várias plantas de carros e ónibus, o estaleiro Leninska Kuznya, o canal de televisão "Canal 5", que apoiou os protestos do Maidan medialmente. Em julho de 2014, a revista Forbes estimou sua fortuna em US$ 1,3 bilhão.

### Eleições presidenciais
Em 2014, o presidente Viktor Yanukovych foi derrubado por uma revolução civil liderada inicialmente por estudantes, conhecido por  EuroMaidan por se ter dado na praça com o mesmo nome (Maidan Nezalezhnosti) do centro de Kiev. Foi eleito em 25 de maio de 2014 com 54% dos votos e foi empossado em 7 de junho de 2014.

## Presidente da Ucrânia
Quando sua vitória se tornou clara na noite do dia de eleição, em 25 de maio de 2014, Poroshenko anunciou a Bacia do Donets como seu primeiro destino presidencial após o levante da República Popular de Donetsk e República Popular de Luhansk por manifestantes pró-russos. Poroshenko também comprometeu-se a manter as operações militares contra a insurgência: "As operações antiterroristas não podem durar dois ou três meses. Deveriam e irão durar apenas algumas horas." Na ocasião, comparou os manifestantes pró-russos aos piratas somalis e defendeu negociações com a Rússia desde que sob mediação internacional. Em resposta, o governo russo afirmou que não aceitaria um mediador internacional em suas relações com a Ucrânia. Como presidente-eleito, Poroshenko prometeu recuperar a Crimeia, anexada pela Rússia em março de 2014.

### Posse presidencial
A cerimônia de posse presidencial de Poroshenko ocorreu em 7 de junho de 2014. Em seu discurso inaugural, o presidente afirmou que a Ucrânia não desistiria da Crimeia e destacou a luta pela unidade do país. Poroshenko prometeu anistia "àqueles que não tiverem sangue em suas mãos", aos separatistas e aos insurgentes pró-russos e aos grupos nacionalistas opositores de seu governo, acrescentando: "Negociar com mafiosos e assassinos não está em nossos próximos passos". O presidente ainda defendeu eleições regionais na região oriental do país e anunciou a assinatura do Acordo de Associação à União Europeia, sendo este a primeira etapa da adesão ucraniana à organização. Durante a cerimônia, Poroshenko afirmou acreditar no "ucraniano como única língua do país", mas também falou sobre "garantia de desenvolvimento do russo e outros idiomas", uma vez que parte de seu próprio discurso foi em russo. 
A posse contou com a presença de 50 delegações estrangeiras, incluindo o vice-presidente estadunidense Joe Biden, o presidente polonês Bronisław Komorowski, Alexander Lukashenko, Dalia Grybauskaitė, Didier Burkhalter, Joachim Gauck, Giorgi Margvelashvili, François Hollande, Stephen Harper, Herman Van Rompuy, entre outros dignitários.